# Kadokawa Shoten
Kadokawa Shoten Publishing Co., Ltd (яп. 株式会社角川書店, Kabushiki gaisha Kadokawa Shoten) — японська видавнича компанія. Штаб-квартира розташована в Токіо. Компанія випускає манґу, включаючи популярний аніме-журнал Newtype. Kadokawa Shoten також видала ряд відеоігор. Є провідною компанією холдингу Kadokawa Group Holdings.

## Журнали манґи Kadokawa Shoten

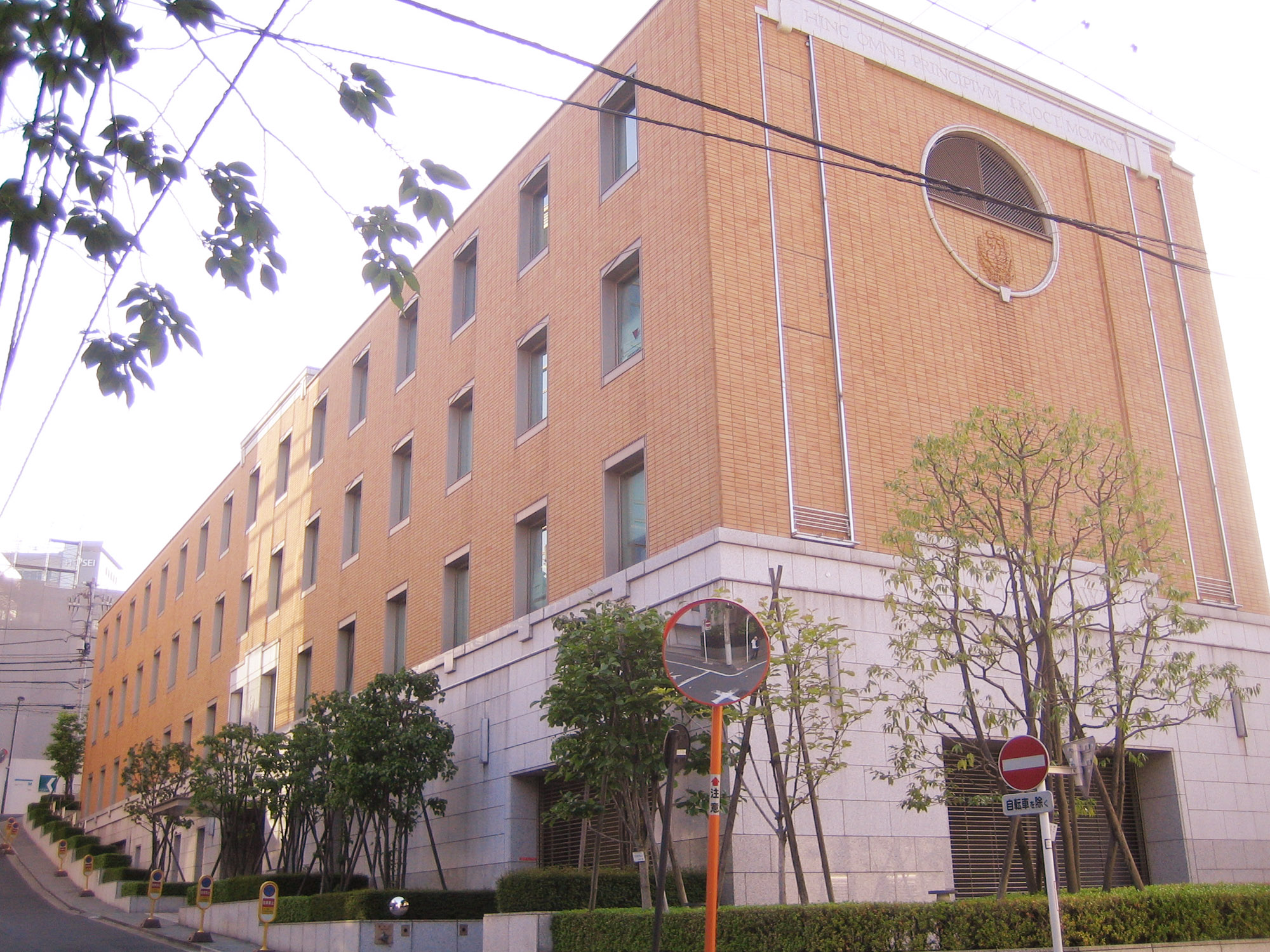
Kadokawa Shoten Publishing Co.,Ltd.

### Сьонен
- Ace Momo-gumi
- Ace Tokunon
- Gundam Ace
- Shonen Ace

### Сейнен
- Sneaker Bunko
- The Sneaker

### Сьодзьо
- Asuka
- Asuka Mystery DX
- Comic Honey
- The Beans

### Бісьодзьо
- Comptiq
- Comptiq Ace

### Дзьосей
- Beans Bunko

### Яой
- Asuka Ciel
- Ruby Bunko
- Ciel Tres Tres